# Лаадла
Ла́адла (эст. Laadla) — деревня в волости Сааремаа уезда Сааремаа, Эстония.
До административной реформы местных самоуправлений Эстонии 2017 года входила в состав волости Торгу (упразднена).

## География и описание
Расположена на острове Сааремаа, на оконечности полуострова Сырве, в 43 км от волостного и уездного центра — города Курессааре.  Высота над уровнем моря — 17 метров.  
Климат умеренный. Официальный язык — эстонский. Почтовый индекс — 93112.

## Население
По переписи населения 2021 года, в Лаадла насчитывалось 20 жителей, все — эстонцы.
По данным переписи населения 2011 года в деревне проживали 25 человек, также все — эстонцы.
Численность населения деревни Лаадла по данным переписей населения:
| Год  | 1959 | 1970 | 1979 | 1989 | 2000 | 2011 | 2021 |
| ---- | ---- | ---- | ---- | ---- | ---- | ---- | ---- |
| Чел. | 95   | ↘ 70 | ↘ 60 | ↘ 45 | ↘ 32 | ↘ 25 | ↘ 20 |

## История
В источниках 1572 года упоминается Laddiel, 1645 года — Ladalla, Ladla.
В народе деревня делится на две части: на северо-западе — Пимекюла (эст. Pimeküla — «Тёмная») или Тагумине (эст. Tagumine, «Задняя»), на юго-востоке — Валгекюла (эст. Valgeküla — «Светлая») или Эсимене (эст. Esimene — «Первая»). В границах деревни находятся земли бывшей мызы Торкенхоф (нем. Torkenhof, Торгу, эст. Torgu mõis).    
Балтийский историко-топографический лексикон (1985) предполагает, что в XIV веке Торгу был центром епископского наместничества. В 1853 году мыза была передана православной церкви, а её земли поделены между крестьянами, и в дальнейшем название Торгу носила только волость. В 1977 году была официально сформирована из деревни Ийде и части деревни Мыйзакюла, в 1997 году старые названия были восстановлены.  
На военно-топографических картах Российской империи (1846–1863 годы), в состав которой входила Лифляндская губерния, деревня обозначена как Ладле, мыза — мз. Торкенхофъ. 

Советский памятник, Торгуский обелиск Победы в Лаадла. Демонтирован в 2022 году

В 1950 году на территории деревни был установлен памятник с надписью «Вечная слава героям, павшим в боях за свободу и независимость нашей Родины в Великой Отечественной войне 1941—1945», позже получивший название «Торгуский обелиск победы». Обелиск высотой 8 метров по проекту Алара Котли был возведён на месте разрушенного в войну дома волостной управы Торгу. В протоколе от 30 ноября 2022 года рабочая группа по советским памятникам при Госканцелярии Эстонии (РГСП) признала этот памятник «красным монументом», т. е. подлежащим демонтажу. Демонтирован до даты публикации протокола РГСП, 19 августа 2022 года (см. Список советских военных памятников Эстонии).

## Инфраструктура
В деревне находится парк для животных «Кроличья деревня» (эст. Küülikuküla). Работает местный деревенский магазин.

## Комментарии
1. ↑  Эстонские топонимы, оканчивающиеся на -а, не склоняются и не имеют женского рода (исключение — Нарва)[6].